# Veronicastrum noguchii
Veronicastrum noguchii är en grobladsväxtart som beskrevs av K.Uehara, K.Saiki och T.Ando. Veronicastrum noguchii ingår i släktet kransveronikor, och familjen grobladsväxter. Inga underarter finns listade i Catalogue of Life.